# Бобринка
Бо́бринка — село в Україні, у Кетрисанівській сільській громаді Кропивницького району Кіровоградської області, колишній центр Бобринківської сільської ради. Населення становить 411 осіб (станом на 2001 рік). Село розташоване на північному заході Кетрисанівської громади, за 8,3 кілометра від Бобринця.

## Географія
Село Бобринка лежить за 18,3 км на захід від Бобринця, фізична відстань до Києва — 265,6 км.

## Історія
Село належало до Бобринецького району до його ліквідації 17 липня 2020 року.

## Населення
Станом на 1989 рік у селі проживало 487 осіб, серед них — 236 чоловіків і 251 жінка.
За даними перепису населення 2001 року у селі проживало 411 осіб. Рідною мовою назвали:
| Мова       | Кількість осіб | Відсоток |
| ---------- | -------------- | -------- |
| українська | 399            | 97,08 %  |
| російська  | 6              | 1,46 %   |
| молдовська | 2              | 0,49 %   |
| угорська   | 1              | 0,24 %   |
| інші       | 3              | 0,73 %   |

## Пам'ятки
У центрі села розташований пам'ятник воїнам-землякам.